# Pique

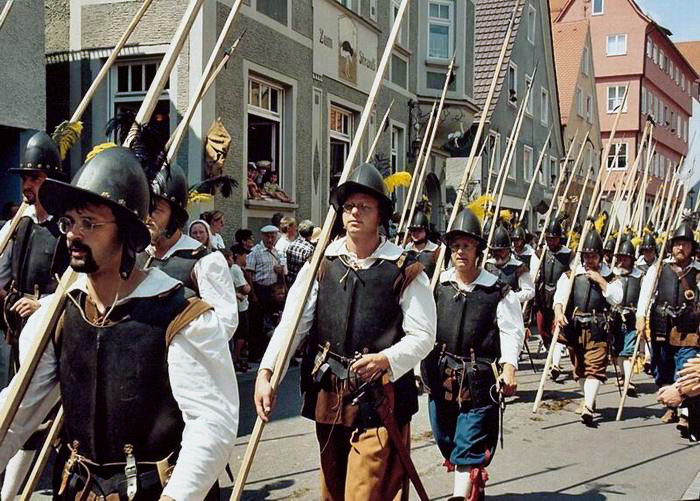
Recriação de uma companhia de piqueiros de meados do século XVII

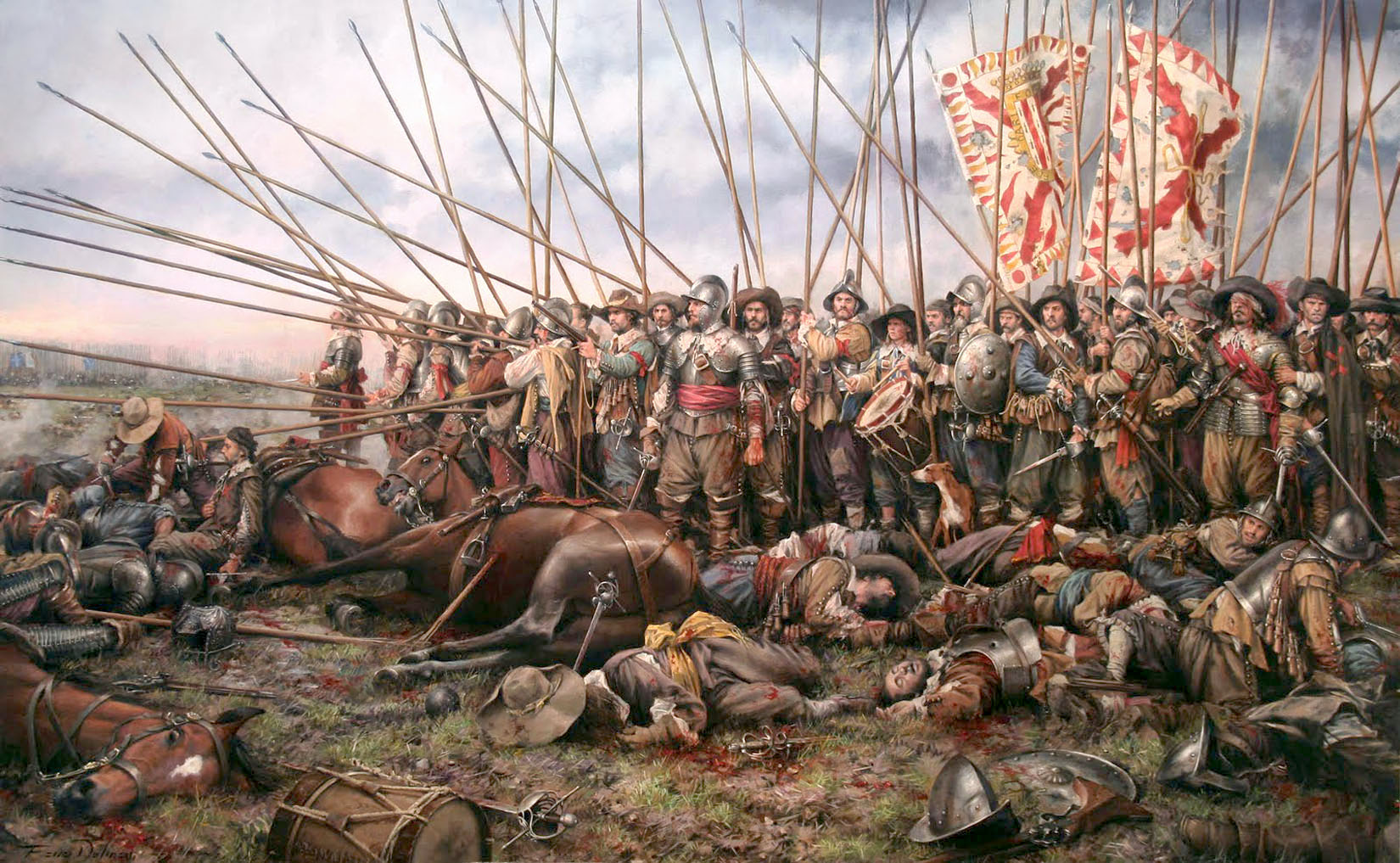
Representação artística da Batalha de Rocroi (1643), onde piques foram vastamente utilizados

Pique (também conhecido por chuço ou lança longa) é uma arma de haste medieval, usada pelos piqueiros, que por sua vez constituíam a base da infantaria medieval. O pique consistia de uma lança de aproximadamente 3 a 5 metros, com uma ponta de metal (bronze, ferro ou aço). O pique era a principal arma utilizada contra as cargas e os ataques da cavalaria ligeira e pesada inimiga.
De caráter claramente defensivo, o pique foi empregado sobretudo em táticas defensivas ou de cobertura: para evitar cargas, frear a cavalaria ou defender localizações e posições.
A formação pesada de piqueiros renasceu na Suíça durante a Baixa Idade Média, já que havia sido usada na Antiguidade para as formações de falanges dos exército de  Filipe II, o pai de Alexandre, o Grande, naquela época o pique era chamado de sarissa.
Mesmo após o surgimento das armas de fogo, o pique continuou a ser usado. Os canhões primitivos, os arcabuzes e os mosquetes tinham disparo muito lento e impreciso, por isto os piqueiros, em ordem cerrada, formaram o núcleo da infantaria européia até meados do século XVII. Sua máxima expressão foi o Terço espanhol. A invenção da baioneta, em meados do século XVII, acabaria por tornar o pique obsoleto, ao fim do mesmo século, pois permitia ao mosqueteiro se defender durante o processo de recarregamento. No exército francês foi totalmente abolido em 1704, embora tenha reaparecido (para compensar a falta de armas de fogo), quando dos primeiros conflitos gerados pela Revolução Francesa. Em Portugal, na época das invasões francesas, foi um recurso bastante usado pelo povo, pois os invasores tinham desarmado completamente o país.